# Floodgates
Floodgates er en amerikansk stumfilm fra 1924 af George Irving.

## Medvirkende
- John Lowell som Dave Trask
- Evangeline Russell som Ruth Trask
- Jane Thomas som Alice Trask
- Baby Ivy Ward som Peggy Trask
- William Calhoun som Lem Bassett
- F. Serrano Keating som Tom Bassett
- William Cavanaugh som Morton
- Frank Montgomery som Jeff
- J.N. Bradt som Sliver